# Hagemeyer
Hagemeyer is een wereldwijd opererend handelsconcern. Het was genoteerd aan Euronext Amsterdam, maar is sinds 2008 een onderdeel van het Franse Rexel. Hagemeyer is voortgekomen uit een koloniale handelsmaatschappij.

## Geschiedenis

### Koloniale activiteiten
Hagemeyer is in 1900 opgericht door de gebroeders Johan en Anton Hagemeijer in Nederlands-Indië, in de stad Soerabaja. Het importeerde Nederlandse producten zoals kaas, sigaren en andere producten. Deze werden doorverkocht aan Chinese grossiers, die op hun beurt weer de inlandse toko's (winkels) van koopwaar voorzagen.
Het bedrijf profiteerde van de toenmalige sterke economische groei, maar aanvankelijk betrof het maar een van de vele handelsmaatschappijen. Zo opereerden op deze markt een aantal veel grotere bedrijven, waarvan Internatio en Borsumij de bekendste waren. Niettemin gingen de zaken goed, en in 1910 werd een kantoor geopend in Batavia, het huidige Jakarta.
Tijdens de Eerste Wereldoorlog moesten nieuwe initiatieven worden genomen. In 1915 werd een inkoopkantoor in New York geopend, en ook kwam er een verkoopkantoor in het zich toen snel ontwikkelende Japan. Na deze oorlog was er kapitaal nodig, en in 1920 werd de firma omgezet in NV Hagemeijer & Co's Handelmaatschappij. Na een aantal jaren van recessie werden de organisatie- en communicatiestructuren gestroomlijnd. Na de beurscrisis van 1929 kwam de economie in een neerwaartse spiraal terecht. Men profiteerde nu van de aanvoer van goedkope Japanse producten.
Nadat in 1936 weer winst werd gemaakt, wilde men expanderen, waartoe het bedrijf in 1937 werd geïntroduceerd op de Amsterdamse effectenbeurs. Hagemeyer was reeds agent voor allerlei fabrikanten van luxe producten, zoals parfum, Willem II sigaren en Camel sigaretten. Na enkele winstgevende jaren brak de Tweede Wereldoorlog uit, waardoor Nederlands-Indië werd afgesneden van het hoofdkantoor. Toen dit in 1942 door Japan werd bezet, kwam aan de activiteiten aldaar een einde. Na de Tweede Wereldoorlog echter brak de onafhankelijkheidsstrijd uit en in 1949 werd Indonesië onafhankelijk. Hagemeyer verhuisde toen naar Hollandia, het huidige Jayapura, op het toenmalige Nederlands Nieuw-Guinea. Ook hier moest men in 1963 vertrekken.

### Industriële activiteiten
Pogingen om nieuwe werkterreinen te zoeken in Afrika of Latijns-Amerika liepen op niets uit. In 1964 wilde men zich op industriële goederen gaan richten en ging zelfs industriële bedrijven overnemen. Vooral in Nederland werden overnames verricht. Hagemeyer wilde zich tot een conglomeraat ontwikkelen en kocht tal van bedrijven op in de meest uiteenlopende sectoren, zoals die voor leder, klokken, keukengerei, cosmetica en elektrotechnische producten. Het aantal personeelsleden nam daarbij toe van 130 in 1965 naar 7000 in 1970, waarvan twee derde in de industrie. Dit was echter geen groot succes. Reorganisaties waarbij ontslagen vielen, werden in diverse van de bedrijven doorgevoerd. De Oliecrisis van 1973 en de teloorgang van vele conglomeraten in deze jaren maakte duidelijk dat een dergelijke weg niet tot een stabiele winstgevendheid leidde. Alleen de handelsactiviteiten waren winstgevend, maar in 1978 leed het concern als geheel verlies. Men besloot zich weer op de handel te concentreren.

### Technische groothandelsactiviteiten
In 1983 werden de aandelen verkocht aan de in Indonesië gevestigde Liem Groep, via haar investeringsmaatschappij First Pacific. Men wilde de Aziatische producten via Hagemeyer naar de Verenigde Staten exporteren. Uiteindelijk koos men voor de strategie om een internationale speler te worden door de overname van farmaceutische en elektrotechnische groothandels. De overname van Medicopharm, een farmaceutische groothandel, mislukte in 1989. In hetzelfde jaar werd echter de eerste elektrotechnische groothandel overgenomen, waarna nog diverse Noord-Europese bedrijven volgden. Ook zette men vanaf 1988 een voedingsmiddelendivisie in de Verenigde Staten op, die echter in 1999 aan Wessanen werd verkocht.
In 1996 nam Hagemeyer de vroegere concurrent Borsumij Wehry (Borneo Sumatra Handelsmaatschappij) over. Hagemeyer betaalde ongeveer 760 miljoen gulden voor Borsumij en na de overname ontstond een concern met een omzet van 8 miljard gulden en ruim 15.000 medewerkers. Op 10 oktober 1996 trad Hagemeyer toe tot de AEX-index. Sedert 1998 verkocht First Pacific haar 40%-belang in Hagemeyer. First Pacific had dringend geld nodig om de schulden af te lossen en meer activiteiten in Azië te kopen. Hagemeyer werd weer geheel zelfstandig.

## Activiteiten voor overname
In 1999 werd het besluit genomen om zich te gaan specialiseren in internationale business-to-business handelsactiviteiten. Dit leidde tot de verkoop van de consumentendivisies. Naast elektrotechnische producten kregen ook veiligheidsproducten een belangrijke plaats binnen het concern.
Hagemeyer bestaat uit twee kerndivisies: Professional Products & Services en Information Technology Products & Services. Ook is er een divisie overige activiteiten, hiervan zullen op korte termijn gedeelten van worden verkocht.
Hagemeyer heeft een leidende positie in Noordwest Europa en is tevens actief in de rest van Europa, de Verenigde Staten en het Azië-Pacifische-gebied.

## Overnamebod
In oktober 2007 liet de Franse concurrent Sonepar weten een overnamebod op het bedrijf voor te bereiden. Sonepar bereidde een vijandig bod voor van 4,25 euro per aandeel, of 2,5 miljard euro in totaal, in contanten. In november werd echter naar buiten gebracht dat Hagemeyer exclusief onderhandelde over een overname met het eveneens Franse Rexel, waarbij delen van de onderneming zouden worden doorverkocht aan Sonepar. In kleine stapjes was het bod op Hagemeyer verhoogd; Rexel bood als laatste 4,85 euro per aandeel of 3,1 miljard euro in totaal.
Op 7 maart 2008 werd het overnamebod door Rexel geaccepteerd. Op vrijdag 18 april 2008 kon voor het laatst worden gehandeld in aandelen Hagemeyer. Hiermee kwam een traditie van 70 jaar ten einde. Vanaf toen was het Nederlandse bedrijf in Franse handen, met Rexel als eigenaar.

## Bestuursleden

### Raad van bestuur
- R.W.A. de Becker (1946), CEO
- Drs. J.S.T. Tiemstra (1952), Lid

### Raad van commissarissen
- A. Baan (1942), Voorzitter
- M.P.M. de Raad (1945), Vicevoorzitter
- Ing. R. van Gelder (1946), Lid
- R.M.J. van der Meer (1945), Lid
- P.H.J.M. Visée (1961), lid